# Мерсер, Джон Фрэнсис
Джон Фрэнсис Мерсер (англ. John Francis Mercer; 17 мая 1759, Стаффорд, Виргиния, Британская Америка — 30 августа 1821, Филадельфия, Пенсильвания, США) — американский политический деятель, отец-основатель США, юрист, плантатор, рабовладелец и 10-й губернатор Мэриленда. Мерсер так же служил в Ассамблее Вирджинии и был делегатом Конгресса Конфедерации от Вирджинии, а с 1792 по 1794 год был членом Палаты представителей США от Мэриленда.

## Биография

### Детство и образование
Джон Фрэнсис Мерсер родился 17 мая 1759 года на плантации Мальборо в округе Стаффорд в колонии Виргиния, в семье известного колониального юриста, плантатора и инвестора в западных землях Джона Мерсера (1704—1768) и его второй жены Энн Мерсер, урождённой Рой (1729—1770), дочери доктора Мунго Роя из округа Эссекс, Виргиния. В возрасте девяти лет Джон Фрэнсис Мерсер потерял своего отца в 1768 году. Его отец Джон Мерсер был отцом 19-ти детей от двух жён, хотя многие из них умерли в детстве, не достигнув совершеннолетия. Первой женой его отца была Кэтрин Мейсон (1707—1750), дочь горожанина Джорджа Мейсона II (1660—1716), который был дедом политического деятеля Джорджа Мейсона. Его сводный брат-тёзка, которого он никогда не видел, капитан Джон Фентон Мерсер (1735—1756) был убит и скальпирован в западной Виргинии во время войны с французами и индейцами. Его старшие сводные братья Джордж Мерсер (1733—1784) и Джеймс Мерсер (1736—1793) служили в виргинской Палате бюргеров, а Джеймс также стал известным юристом и участвовал в революционных конвентах Виргинии, Палате делегатов Виргинии и Континентальном конгрессе с 1779 по 1780 год, прежде чем стать судьей, в конечном итоге в том, что позже стал Верховным судьей Виргинии. 
У Джона Фрэнсиса Мерсера также было несколько родных и сводных сестёр, которые дожили до совершеннолетия, в том числе Сара Энн Мейсон Мерсер (1738—1806), вышедшая замуж за полковника Сэмюэля Селдена (1725—1791) из округа Стаффорд, Мэри Мерсер (1740—1764), вышедшая замуж за Дэниела Маккарти-младшего из округа Уэстморленд, Грейс Мерсер (1751—1814), вышедшая замуж за плантатора Маско Гарнетта (1736—1803) из округа Эссекс, Анна Мерсер (1760—1787), вышедшая замуж за Бенджамина Харрисона VI (1755—1799), сына Бенджамина Харрисона V (1726—1791), подписавшего Декларацию независимости США и старшего брата 9-го президента США Уильяма Генри Гаррисона, и Мария Мерсер (род. 1761), вышедшая замуж за Ричарда Брука (1760—1816) из округа Кинг и Куин. Его младший брат Роберт Мерсер (1764—1800) был женат на Милдред Картер, дочери известного плантатора Лэндона Картера (1710—1778), и стал юристом и редактором "Гения свободы". Как и все его братья, дожившие до зрелого возраста, Мерсер учился в колледже Вильгельма и Марии, окончил его в 1775 году и изучал юриспруденцию вместе с Томасом Джефферсоном.

## Карьера

### Война за независимость США
Во время Войны за независимость США Мерсер получил звание лейтенанта в 3-м Виргинском полку Континентальной армии. Он был ранен в сражении при Брэндивайне 11 сентября 1777 года и получил задним числом повышение до капитана с июня 1777 года. 8 июня 1778 года он стал адъютантом в звании от генерал-майора до Чарльза Ли.
Он уволился из армии, когда генерал Чарльз Ли вышел в отставку в июле 1779 года, но к октябрю набрал кавалерийскую роту для ополчения Вирджинии, когда британский военно-морской флот отправил Британский легион и других для совершения набегов на плантации в Чесапикском заливе. Таким образом, Мерсер имел звание подполковника и некоторое время служил под командованием Жильбера Лафайета, когда он командовал войсками в сражении при Гилфорд-Кортхауз, сражении при Грин-Спринге, осаде Йорктауна и других местах.

### Политик из Виргинии
После капитуляции генерала Корнуоллиса в 1781 году избиратели округа Стаффорд избрали Мерсера одним из двух своих представителей в Палате делегатов Вирджинии в 1782 году, где он служил вместе с Чарльзом Картером. Коллеги-законодатели выбрали Мерсера одним из делегатов Вирджинии на Конгресс Конфедерации в 1783 и 1784 годах. Когда Ричард Брент умер, были проведены внеочередные выборы на его место в качестве делегата округа Стаффорд в Палате делегатов Вирджинии, и Джон Фрэнсис Мерсер занял его место до конца сессии.

### Плантатор из Мэриленда
В 1785 году Мерсер женился, и вскоре переехал в округ Энн Арундел, штат Мэриленд, где управлял ее поместьями ("Ферма Уэст-Ривер"), используя рабский труд. София Мерсер получила землю и рабов по завещанию своих бабушек и дедушек (5 рабов от ее дедушки в 1782 году и 19 рабов от ее бабушки в 1789 году), Мерсер привез 24 раба из Виргинии в 1798—1799 годах и еще 11 рабов в период с 1799 по 1801 год (в том числе как минимум 3 унаследованы от его матери). В 1810 году Мерсер продал своих рабов и оборудование для плантаций в округе Энн-Арундел своему сыну-тёзке Джону, что вместе с проблемами оцифровки делает неясным точное количество рабов, которыми он владел в 1810 и 1820 годах. К моменту своей смерти в 1821 году Мерсер владел 72 рабами, которые вместе с другим его личным имуществом оценивались в 19 976,75 долларов.

### Политик из Мэриленда
Тем временем Мерсер стал одним из делегатов Мэриленда на Филадельфийском конвенте в 1787 году, но, поскольку он был против централизации власти, то он снял свою кандидатуру до подписания Конституции. Он также представлял коллегу-делегата от движения против ратификации Джорджа Мейсона в качестве частного юриста, взыскивающего долги, причитающиеся Мейсону жителями Мэриленда. Мерсер также был делегатом ратификационного конвента Мэриленда 1788 года. Он занимал должности в нижней палате Собрания штата Мэриленд в 1788—1789 и 1791—1792 годах, после чего чем был избран представлять Мэриленд в Палате представителей США от второго и третьего округов с 1792 по 1794 год, уйдя в отставку 13 апреля 1794 года. Несмотря на владение рабами, Мерсер был одним из семи представителей, проголосовавших против Закона о беглых рабах 1793 года.
Он снова служил в Палате делегатов Мэриленда (1800—1801), после чего победил на выборах десятого губернатора Мэриленда (на два однолетних срока) с 1801 по 1803 год. Хотя Мерсер снова служил в Палате делегатов Мэриленда в 1803—1806 годах (и присоединился к федералистам во время президентства Томаса Джефферсона), болезнь преследовала Мерсера в последние годы его жизни.

## Личная жизнь
3 февраля 1785 года он женился на наследнице Софии Спригг (1766—1812), дочери Ричарда Спригга (1739—1798) и его жены Маргарет Спригг, урождённой Кейл (1745—1796) из округа Энн Арундел, Мэриленд. У них было по меньшей мере четверо детей, включая дочь Маргарет Мерсер (1791—1846), которая стала аболиционисткой и освободила всех рабов, унаследованных ею после смерти отца. Их сын Джон Мерсер (1788—1848) купил рабов и плантационное оборудование у этого человека (своего отца) в 1810 году и получил часть материнского наследства от своего отца в 1818 году (когда этот человек передал ему свою пожизненную долю в 606 акрах из 1478 акров, которые его жена повторно запатентовала в 1804 году). Что Джон Мерсер женился на Мэри Суонн из Александрии, штат Виргиния, и умер в Виргинии, а у их другого сына Ричарда Мерсера (1789—1821) не было потомства. Его племянник и сын его старшего сводного брата Джеймса, конгрессмен Чарльз Фентон Мерсер (1778—1858) выступал против рабства и был президентом Американского общества колонизации.

## Смерть и наследие
Джон Фрэнсис Мерсер отправился в Филадельфию, штат Пенсильвания, чтобы обратиться за медицинской помощью, и умер там 30 августа 1821 года в возрасте 62-х лет. Похороны состоялись в церкви Святого Петра в Филадельфии. Источники расходятся относительно того, были ли похоронены его останки на этом церковном кладбище. или вернулся в свое поместье "Сидар-Парк" в Мэриленде для захоронения.